# Jan Senft
Jan Senft (* 1993 nebo 1994) je český písničkář vystupující pod jménem Člověk krve. Spolu se svým starším bratrem Lukášem hrával v kapele Kdyžužtakuž, jako Člověk krve vystupuje většinou sám s kytarou, ale nahrávky vytváří spolu s producentem Tomášem Tkáčem v kapelových aranžích. Působil také ve folkové kapele Severní nástupiště.
Působí v Posázaví ve Stříbrné Skalici, kde se zapojuje do činnosti místních kulturních spolků.
Studuje filozofii náboženství a etiku na Husitské teologické fakultě Univerzity Karlovy.
Byl nominován na cenu Vinyla 2020 v kategorii objev roku.

## Diskografie
- Krajinou koster, 2017 – EP
- Nitrožilní, 2018 – singl
- V kuchyni, 2020